# Деде Гьон Лули Дедвакай
Деде Гьон Лули Дедвакай известный, как Дед Гьо Лули (алб. Dedë Gjo Luli; ноябрь 1840, Шкодринский санджак, Османская империя – 24 сентября 1915), Орош (ныне округ Мирдита, область Лежа, Албания) — албанский патриот, видный военачальник, лидер албанских партизан, наиболее известным тем, что командовал восстанием 1911 года против османских войск. «Народный Герой Албании»

Албанский флаг, поднятый в Дечике Деде Гьоном Лули и его людьми в 1911 году

## Биография
Принадлежал к семье Дедвакай (или братству) племени Хоти. По некоторым данным, был вождём племени Хоти. Член Призренской лиги. После того, как османская армия окончательно захватила Улцинь и в ноябре 1880 года передала его Черногории, в 1881—1882 годах племена хоти и груда планировали нападение на Черногорию и совершали набеги вместе с племенем Кучи. Ситуация в этом районе была очень нестабильной, поскольку турки-османы пытались восстановить свою администрацию. В мае 1883 года 3 000 горцев подняли восстание против Османского государства.
Албанцы договорились о новой бесе (клятве) прекратить делимитацию османско-черногорской границы. На османском фронте вмешалась Австро-Венгрия, чтобы подписать перемирие. Затем , турки-османы под командованием Хафиза-паши провели карательную экспедицию в области хоти, груда и кастрати. После победы османы опустошили земли племени хоти. Деде Гьон Лули из хоти, Смайл Мартини из груды и Дод Пречи из кастрати не сдались и спрятались в горах. В меньшем масштабе стычки и столкновения продолжались и в 1890-е годы.

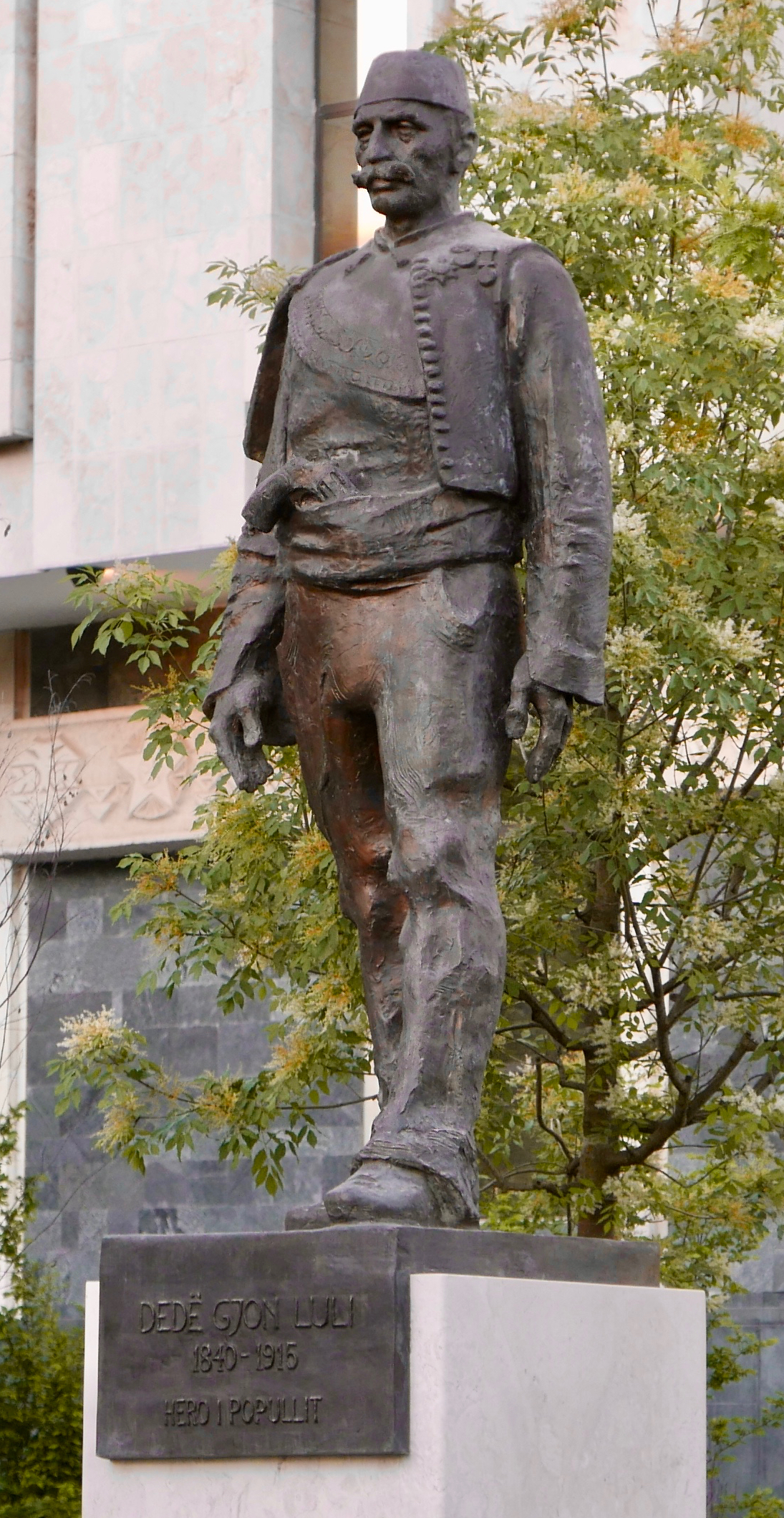
Памятник Деда Гьону Лули в Тиране, Албания

Дед Гьо Лули в это время вышел на передний план в качестве главного лидера восстания. Тогда же был составлен меморандум, который направили в посольства великих держав в Цетине повстанческие лидеры Деде Гьон Лули, Сокол Бачи, Иса Болетини и другие. В меморандуме выдвигалось требование об автономии и самоуправлении албанских вилайетов.
Лули вместе со своими людьми напал на османские сторожевые посты на османско-черногорской границе. Возглавив преждевременное восстание в горах к северу от Скутари в конце марта 1911 года и сумев захватить Тузи. Около 8000 повстанцев с запасом оружия и боеприпасов, полученных от генерала Я. Вукотича, сражались против османских дивизий, несколько раз нанеся поражение большому воинскому контингенту Шефкета Тургута-паши.
После победы в битве при Дечике между албанскими племенами и османскими войсками во время восстания 1911 года, которое стало поворотным моментом в отделении Албании от Османской империи впервые за несколько столетий после османской оккупации, на горе Братиле был символически поднят албанский флаг.
В сентябре 1915 года Лули был убит близ Ороши, из засады, устроенной черногорцами и сербами.
Решением правительства ему посмертно было присвоено звание «Народный Герой Албании».

## Память
- В Тиране, столице Албании, есть улица, названная в его честь под названием «Рруга Дед Гьо Лули» .
- В селе Бардай развалины его дома, которые остались в руинах после войны, были превращены в музей, который представляет албанскому народу его жизнь как национального героя.